# Phillip Richardson
Phillip Richardson (nascido em 29 de janeiro de 1949) é um ex-ciclista trinitário-tobagense que competiu para Trinidad e Tobago na prova de perseguição por equipes (4 000 m) nos Jogos Olímpicos de Verão de 1968.